# Ruslan Bodișteanu
Ruslan Bodișteanu (ur. 15 maja 1977) – mołdawski zapaśnik walczący w stylu wolnym. Dwukrotny olimpijczyk. Dziesiąty w Sydney 2000 i dziewiętnasty w Atenach 2004. Walczył w kategorii 63–66 kg.
Zajął jedenaste miejsce na mistrzostwach świata w 2001, 2002 i 2003. Szósty na mistrzostwach Europy w 2001 i 2004. Srebrny medalista akademickich MŚ w 2002 i 2004. Mistrz świata juniorów w 1994 i 1997. Wicemistrz Europy w 1995 roku.